# الذين لم يولدوا بعد (فلم)
الذين لم يولدوا بعد (بالإنجليزية: The Unborn) هو فيلم رعب أمريكي صدر عام 2009 من تأليف وإخراج ديفيد إس. غويور ومن بطولة مجموعة من النجوم.
يتناول الفيلم قصة شابة (أوديت أنابل) تُعاني من تقمص الديبوك لها فتطلب مساعدة من حاخام شجاع ومتمرس (غاري أولدمان). في الحقيقة يسعى الديبوك إلى استخدام وفاتها كبوابة من أجل الوجود المادي. الفيلم من إنتاج مايكل بي وقد أُفرج عنه في دور السينما في أمريكا يوم 9 كانون الثاني/يناير 2009.

## قصة الفيلم
تتغير حياة كيسي بيلدون بعدما تبدأ في المعاناة من الكوابيس والأحلام المزعجة والهلوسات الغريبة مثل ظهور كلاب مختلفة الشكل أمامها أو طفل مع عيون زرقاء لامعة. تُصدم كيسي عندما تتعرف على جارتها ماتي التي تعمل كجليسة أطفال فتحكي عن قصة طفل رضيع تظهر صورة مغايرة له في المرآة. ليس هذا فقط فالطفل حاول تكسير المرآة قائلا: «جامبي يريد أن يولد الآن».
تلتقي كيسي فيما بعد بصديقة لها تُدعى رومي فتحكي لها عن قصة الرضيع مع المربية لكنها تُخبرها بأن هذه مجرد خرافات وأن الأطفال حديثي الولادة لا ينبغي عليهم رؤية صورتهم في المرآة لمدة سنة على الأقل وإلا فالموت سيكون رفيقهم. تزداد أوضاع كيسي سوءا بعدما بدأ لون عينها في التغير تدريجيا نحو الأزرق اللامع وعندما تستشير طبيبها يسألها عمَّا إذا كان لها توأم ثم يُفسر سبب تغيير لون العينين في كيميرا أو تغاير لون القزحيتين ويطمأنها بأن هذا الأمر طبيعي جدا ولا يستدعي القلق.
تنتبه كيسي في وقت لاحق إلى سؤال الطبيب عن شقيقتها التوأم فتقرر البحث في هذا الموضوع ثم تكتشف في نهاية المطاف أن لديها فعلا شقيقة توأم تُوفيت عندما كانت في رحم والدتها بسبب الحبل السُّري الذي خنقها ثم يصدمها عندما يُؤكد لها أن والدتها كانت ترغب في تسمية شقيقتها باسم «جامبي». بعد كل هذه المعطيات التي جمعتها؛ تشك كيسي في أن روح شقيقتها التوأم هي سبب أرقها وكل ما تُعانيه في حياتها فتواصل البحث إلى أن تكتشف أن تلك الروح تُحاول الولادة من جديد واقتحام عالم البشر.
تبحث كيسي عن قس يستطيع مساعدتها في استرجاع حياتها الطبيعية فتلتقي بالخبير سينداك مارك وصديقه آرثر ويندهام ثم غيرهم من المتطوعين الذين يبدأون في ممارسة طقوس طرد الأرواح الشريرة؛ لكنهم يفشلون في ذلك بسبب عودة الديبوك الذي يُهاجمهم ويتسبب في جرح ومقتل الكثير منهم. في لحظة ما يتمكن الكاهن من امتلاك أو بالأحرى تملُّك الروح الشريرة إلا أن مارك يُغمى عليه ثم تتملكه الروح فيما بعد لكنه يواصل رفقة كيسي بيلدون عملية طرد تلك الأرواح. خلال العملية يموت مارك وتنتهي العملية؛ تنعى كيسي صديقها ولكن أسئلة محيرة لا زالت تدور في رأسها خاصة «سبب نشاط الديبوك في حياتها في هذه الفترة بالذات ومهاجمته لها في وقت سابق.» تعتقد أن الأمور انتهت إلى أن تُفاجئ في يوم ما أنها حامل وحينما تقوم بالفحوصات اللازمة تتيقن من أنها حامل بتوأم من القس مارك.

## طاقم التمثيل
| الممثل/ة       | الدور               | الشخصية |
| -------------- | ------------------- | --- |
| أوديت أنابل    | كيسي بيلدون         | شابة في مقتبل العمر تُصاب بجنون العظمة بعدما أصبحت محور سلسلة من الخوارق والأحداث الغريبة بما في ذلك تغير لون العين، الهلوسة، الأحلام المزعجة ورؤية أشياء غريبة. تعلم كيسي في وقت لاحق أن لديها أخت توأم مات في رحم والدتها وأن كل هذا يحصل لها بسبب رغبة روح شقيقتها في تقمص جسدها والخروج لأرض الواقع باعتبارها المدخل إلى ذلك. |
| ميجان جود      | رومي مارشال         | صديقة كيسي. تُعاني فيما بعد بسبب استهدافها من قبل الديبوك الذي يُحاول تعريضها للخطر من أجل إثارة الرعب في نفسية كيسي كونها أقرب صديقة لها. |
| غاري أولدمان   | الحاخام سينداك      | هو حاخام متمرس يلجأ إليه كيسي من أجل مساعدتها على طرد تلك الأرواح الشريرة. |
| كام جيجنديت    | مارك هارديغان       | صديق كيسي. يُشكك في ما تقوله في البداية لكنه يقتنع ويصدق كل كلمة تقولها في نهاية المطاف. |
| جيمس ريمار     | غوردون بيلدون       | والد كيسي. |
| جين كويغلي     | صوفي كوزما          | أحد الناجين من معسكر الاعتقال النازي "أوشفيتز". تكتشف في وقت لاحق أنها جدة كيسي البيولوجية فتصبح دليل كيسي كونها عاشت هي الأخرى موضوم "التقمص" هذا وتعرف عنه الكثير. |
| إدريس إلبا     | آرثر ويندهام        | الكاهن الذي يساعد كيسي في عملية طرد الأرواح الشريرة. |
| كارلا جوجينو   | جانيت بيلدون        | والدة كيسي المتوفاة. كانت تُعاني من الاكتئاب فانتحرت وتركت كيسي شابة في مقتبل عمرها. في الحقيقة جانيت لم تنتحر بسبب الاكتئاب بل لأنها أصبحت هدف الديبوك الذي حاول الوصول لها من أجل اقتحام عالم البشر. |
| آتيكوس شافير   | ماتي نيوتن          | الصبي الذي يجالس كيسي. يُظهر سلوكا غريبا على مدار الفيلم. |
| إيثان كوتكوسكي | بارتو               | شقيقة صوفي (جده كيسي) التوأم التي ماتت خلال الحملة النازية على التوائم. |
| ريس كويرو      | أستاذ كيسي الجامعي. | |
| مايكل ساسون    | إيلي ووكر           | رجل عجوز يعيش في منزل صوفي. |
| رايتشل بروسنان | ليزا                | صديقة كيسي ومارك |

## الاستقبال

### في شباك التذاكر
حقَّقَ فيلم الذين لم يولدوا بعد مبلغ 19,810,585 دولار بمتوسط متوسط 8,405 دولار في 2,357 صالة عرض حيث حل في المركز الثالث مقارنة بما حققته أفلام أخرى عُرضت في نفس السنة. بعدما ثمانية أسابيع من إصداره كان الفيلم قد حقق ما مجموعه 42,670,410 دولار في الولايات المتحدة فقط كما حقق 76,710,644 دولار على مستوى كل دول العالم.

### الانتقادات
تلقى الفيلم الكثير من الملاحظات السلبية من النقاد، حيث قيَّم النقاد من موقع الطماطم الفاسدة الفيلم بنسبة 10% فقط بناء على 115 تقييماً مع ملاحظة: «فيلم الذين لم يولدوا بعد هو مجرد ترويض لقصة معينة ... تضمن الفيلم إثارة سخيفة ولم ترقى لما كان متوقعاً.» أما موقع ميتاكريتيك فقد أعطى الفيلم نسبة 30 من أصل 100 بناءا على تقييم 16 ناقدا مشيرا إلى «أداء متوسط على العموم».

## روابط خارجية
- مقالات تستعمل روابط فنية بلا صلة مع ويكي بيانات